# Cantons d'Eure i Loir
Els Cantons de l'Eure i Loir (Centre - Vall del Loira) són 29 i s'agrupen en 4 districtes:
- Districte de Chartres (11 cantons - prefectura: Chartres):
cantó d'Auneau - cantó de Chartres-Nord-Est - cantó de Chartres-Sud-Est - cantó de Chartres-Sud-Oest - cantó de Courville-sur-Eure - cantó d'Illiers-Combray - cantó de Janville - cantó de Lucé - cantó de Maintenon - cantó de Mainvilliers - cantó de Voves
- Districte de Châteaudun (5 cantons - sotsprefectura: Châteaudun):
cantó de Bonneval - cantó de Brou - cantó de Châteaudun - cantó de Cloyes-sur-le-Loir - cantó d'Orgères-en-Beauce
- Districte de Dreux (9 cantons - sous-préfecture : Dreux):
cantó d'Anet - cantó de Brezolles - cantó de Châteauneuf-en-Thymerais - cantó de Dreux-Est - cantó de Dreux-Oest - cantó de Dreux-Sud - cantó de La Ferté-Vidame - cantó de Nogent-le-Roi - cantó de Senonches
- Districte de Nogent-le-Rotrou (4 cantons - sotsprefectura: Nogent-le-Rotrou):
cantó d'Authon-du-Perche - cantó de La Loupe - cantó de Nogent-le-Rotrou - cantó de Thiron-Gardais